# Чооду, Кара-Куске Кунзекович
Кара-Куске Кунзекович Чооду (род. 5 мая 1936) — поэт, народный писатель Тувы (2021), Почетный гражданин г. Кызыла (2006).

## Биография
Чооду Кара-Куске Кунзекович родился 5 мая 1936 года в селе Самагалтай Тес-Хемского хошуна Тувинской Народной Республики. Окончил Кызылский сельскохозяйственный техникум (1961), Кызылский государственный педагогический институт (1969). Работал чабаном в колхозе им. В. И. Ленина, трактористом, агрономом. Служил в рядах Советской Армии. Переехав в город, с 1965 года начал работать заведующим отделом и ответственным секретарем газет «Тыванын аныяктары», «Сылдысчыгаш», «Шын», редактором газет «Улуг-Хем», «Хем-Белдири», «Эне созу».

## Творчество
Первое стихотворение «Хунезин» опубликовано в 1953 году в газете «Сылдысчыгаш». Он пишет стихи и рассказы для детей. Тема его поэзии — красота родного края, жизнь и деятельность шоферов и оленеводов. Книжка стихов для детей «Если бы продавались сны» в русском переводе вышла в свет в 2002 году в Кызыле и сразу стала одной из любимых книжек школьников Тувы.Он является составителем и соавтором «Программы обучения и воспитания в детских садах» (1986, 1996), публицистической книги «Самагалтай — первая столица Тувы» (1996). Его статьи публиковались на страницах республиканских газет и журналов. В повести «Дурное предзнаменование, плачевная повесть» («Ера, ыгланчыг тоожу», 2001) написал о тяжелой судьбе репрессированных. В его перу принадлежит легенда о репрессированном скакуне тувинского арата Эзир-Кара, ставшем символом непокоренного народа в эпоху кровавых репрессий 1930-40-х годов в Туве. Чооду Кара-Куске — переводчик «Библии для детей» на тувинский язык. На стихи Ч. Кара-Куске написаны более 30 песен. Был членом Союза журналистов СССР (1968), Союза писателей Республики Тыва (1991), Союза писателей России (2001).

## Награды и звания
- Почётный донор России
- Лауреат премии Союза журналистов Республики (1993)
- Лауреат Государственной премии Республики Тыва (1994)
- Заслуженный работник Республики Тыва (1996)
- Почётный гражданин с. Самагалтай (1993)
- Почётный гражданин г. Кызыла (2006)
- Медаль «За доблестный труд» Республики Тыва (2006)[5]
- Народный писатель Республики Тыва (2021)[6]

## Память
Его имя носит детская библиотека с. Самагалтай

## Основные публикации
- Капель: стихи, 1969
- Солнцепек: стихи, 1974
- Холодно ли морозу?: стихи, 1977
- Козлята мои: стихи, 1986
- Гимн лошади: стихи, 1995
- Что в кармане в моем: стихи, 1996
- Не спрашивай у девушек про возраст: стихи, 1996
- Благопожелания: стихи, 1997
- Дурное предзнаменование, плачевная повесть: повесть, 1999
- Кто закон не знает — то руку поднимает: очерки, 2008
- Истории — истоки: очерки, 2008